# Crocus alatavicus
Crocus alatavicus es una especie de planta fanerógama del género Crocus perteneciente a la familia de las Iridaceae. Es originaria de Asia central.

## Descripción
Crocus minimus tiene cormos de 1,2--2 cm de diámetro; con túnica de color marrón amarillento, membranosa. Las hojas de 6--15, 8--10 cm x 2 mm en la antesis, y 20 cm x 5 mm en la fruta. Flores fragantes. Perianto blanco con centro amarillo, rayado o con manchas de color gris o azul en el envés; tubo 2,5--6 cm; segmentos estrechamente oblanceolada, exterior los ca. 2,5 cm x 6--8 mm, los internos más estrechos que exterior. Estambres de 2,5 cm; anteras de color naranja-amarillo. El fruto es una cápsula, de 1,2 cm x 8 mm. Semillas de color marrón rojizo, de forma ovoide. Fl. mayo-junio, fr. julio-agosto. Tiene un número de cromosomas de 2 n = 20.

## Distribución
Crocus minimus, crece en los prados de montaña y las laderas de las montañas, praderas ribereñas; a una altitud de 1200--3000 metros, en los países de Asia Central y el este de China, por lo que es el azafrán más oriental.

## Taxonomía
Crocus alatavicus fue descrita por Regel & Semen. y publicado en Bulletin de la Société Impériale des Naturalistes de Moscou 41(2): 434. 1868.
Etimología
Crocus: nombre genérico que deriva de la palabra griega:
κρόκος ( krokos ). Esta, a su vez, es probablemente una palabra tomada de una lengua semítica, relacionada con el hebreo כרכום karkom, arameo ܟܟܘܪܟܟܡܡܐ kurkama y árabe كركم kurkum, lo que significa " azafrán "( Crocus sativus ), "azafrán amarillo" o la cúrcuma (ver Curcuma). La palabra en última instancia se remonta al sánscrito kunkumam (कुङ्कुमं) para "azafrán" a menos que sea en sí mismo descendiente de la palabra semita.
alatavicus: epíteto